# Джерратана, Валентино
Валентино Джерратана (итал. Valentino Gerratana, 14 февраля 1916, Шикли — 16 июня 2000, Рим) — итальянский философ-марксист и журналист, участник партизанского движения Сопротивления.

## Биография
Международное признание получило выполненное под его руководством научно-критическое издание «Тюремных тетрадей» Антонио Грамши, а также политических трудов Антонио Лабриолы. Печатался во многих журналах, включая «Rinascita», «Il Calendario del Popolo», «Critica marxista», «Il Contemporaneo» и «New Left Review».

## Книги
- L'eresia di Jean-Jacques Rousseau. Roma, editori Riuniti, 1968
- Ricerche di storia del marxismo. Roma, Editori riuniti, 1972
- Antonio Labriola di fronte al socialismo giuridico. Milano, Giuffre, 1975
- Gramsci: problemi di metodo. Roma, Editori riuniti, 1997